# Ilinca Băcilă
Ilinca Băcilă, née le 18 août 1998 à Târgu Mureș, est une chanteuse roumaine qui a représenté la Roumanie au Concours Eurovision de la chanson 2017 avec la chanson Yodel It!, en duo avec Alex Florea.
À la suite de la finale ils arrivent septièmes avec un total de 282 points. En 2014, elle a participé à la saison 4 (en) de The Voice Roumanie et a terminé demi-finaliste.